# Зарека (Малоустьикинский сельсовет)
Зарека — бывшее село в Малоустьикинском сельсовете (сейчас — Мечетлинский район Республики Башкортостан).

## География
Находится в северо-восточной части региона, в нижнем течении реки Ик, в пределах Приайской увалисто-волнистой равнины.  

### Климат
Характеризуется достаточно тёплым и влажным умеренно континентальным климатом. 

## История
Слилось с селом Малоустьикинское, современная ул. Заречная (за рекой Ик). 

## Население
Согласно переписи 1939 года в селе проживало 116 жителей. 
В настоящее время на улице проживает семья Ладилова В., Липченко О., Ясинского В. и др. 